# 前694年
| 千纪： | 前1千纪 |
| 世纪： | 前8世纪 \| 前7世纪 \| 前6世纪 |
| 年代： | 前720年代 \| 前710年代 \| 前700年代 \| 前690年代 \| 前680年代 \| 前670年代 \| 前660年代 |
| 年份： | 前699年 \| 前698年 \| 前697年 \| 前696年 \| 前695年 \| 前694年 \| 前693年 \| 前692年 \| 前691年 \| 前690年 \| 前689年                                                                                              |
| 纪年： | 乙酉年（豬年）；周莊王三年；魯桓公十八年；秦武公四年；陳莊公六年；蔡哀侯元年；郑子亹元年；宋莊公十七年；楚武王四十七年；齊襄公四年；晉侯緡十三年；曲沃武公二十二年；燕桓侯四年；衛黔牟三年；曹莊公八年；杞靖公十年 |

## 大事记
- 鲁桓公与夫人姜氏赴齐。姜氏与其兄齐襄公私通，襄公命公子彭生杀鲁桓公，归咎于彭生而杀之。鲁立太子同。
- 齐襄公出兵谋讨郑弑君之罪。郑子亹、高渠弥赴军中见襄公，被杀。郑祭仲迎立子仪（婴）。
- 周公黑肩欲杀周庄王而立王子克（庄王弟）。王杀黑肩，王子克奔燕（《史记》作前693年事）。

## 逝世
- 周桓公，即周公黑肩，春秋初期周国國君，周公旦後裔。
- 魯桓公，魯惠公之子，魯隱公之弟，嫡長子為魯莊公，庶長子孟慶父、次子叔牙、嫡次子季友，即三桓始祖。